# Borel–Cantellis lemma
Borel–Cantellis lemma är inom matematiken, specifikt inom sannolikhetsteorin och måtteori, ett antal resultat med vilka man kan undersöka om en följd av stokastiska variabler konvergerar eller ej.

## Borel–Cantellis lemma
Om {\displaystyle A_{1},A_{2},A_{3},\ldots } är en följd av alltmer ovanliga händelser, kommer endast ändligt många av dem att inträffa:
{\displaystyle \sum _{n=1}^{\infty }P(A_{n})<\infty ~\Rightarrow ~P\left(\limsup _{n\to \infty }A_{n}\right)=0.}
Beteckningen {\displaystyle P(A_{n})} står för sannolikheten att händelsen {\displaystyle A_{n}} skall inträffa.
Om {\displaystyle A_{1},A_{2},A_{3},\ldots } är en följd av vanligt förekommande oberoende händelser, så kommer oändligt många av dem att inträffa:
{\displaystyle \sum _{n=1}^{\infty }P(A_{n})=\infty ~\Rightarrow ~P\left(\limsup _{n\to \infty }A_{n}\right)=1.}
En mer allmän form av det första av Borel–Cantellis lemma gäller godtyckliga måttrum: Om {\displaystyle (X,{\mathcal {F}},\mu )} är ett måttrum och {\displaystyle A_{1},A_{2},A_{3},\ldots } är en följd av element i sigma-algebran {\displaystyle {\mathcal {F}}} så gäller
{\displaystyle \sum _{n=1}^{\infty }\mu (A_{n})<\infty ~\Rightarrow ~\mu \left(\limsup _{n\to \infty }A_{n}\right)=0;}
måttet {\displaystyle \mu } behöver inte vara ändligt.

### Bevis för det första av Borel–Cantellis lemmata
Scenariot att oändligt många av händelserna {\displaystyle A_{1},A_{2},A_{3},\ldots } skall inträffa kan skrivas 
{\displaystyle \limsup _{n\to \infty }A_{n}=\bigcap _{n=1}^{\infty }\underbrace {\left(\bigcup _{m=n}^{\infty }A_{m}\right)} _{=B_{n}}=\bigcap _{n=1}^{\infty }B_{n}.}
Händelserna {\displaystyle B_{1},B_{2},B_{3},\ldots } är mindre och mindre delar av varandra: 
{\displaystyle B_{1}\supseteq B_{2}\supseteq B_{3}\supseteq \cdots ;}
detta innebär dels att snittet av de {\displaystyle N} stycken första händelserna är samma sak som händelsen {\displaystyle B_{N}}: 
{\displaystyle \bigcap _{n=1}^{N}B_{n}=B_{N}}
och dels att sannolikheterna för att händelserna skall inträffa blir mindre och mindre:
{\displaystyle P(B_{1})\geq P(B_{2})\geq P(B_{3})\geq \cdots .}
Villkoret 
{\displaystyle \sum _{n=1}^{\infty }P(A_{n})<\infty }
att summan av sannolikheterna för händelserna {\displaystyle A_{1},A_{2},A_{3},\ldots ,} är ändlig innebär att sannolikheterna {\displaystyle P(B_{N})} blir hur små som helst ju större talet N är: 
{\displaystyle \lim _{N\to \infty }P(B_{N})=0.}
Det faktum att ett sannolikhetsmått är ett ändligt mått låter oss dra slutsatsen att 
{\displaystyle P(\lim _{N\to \infty }B_{N})=\lim _{N\to \infty }P(B_{N}).}
Eftersom händelserna {\displaystyle B_{1},B_{2},\ldots } är delar av varandra vet vi att 
{\displaystyle \bigcap _{n=1}^{\infty }B_{n}=\lim _{N\to \infty }B_{N}.}
Därför kan vi säga att 
{\displaystyle P(\limsup _{n\to \infty }A_{n})=P(\lim _{N\to \infty }B_{N})=\lim _{N\to \infty }P(B_{N})=0.}

## Koppling till konvergens av stokastiska variabler
En följd av stokastiska variabler {\displaystyle \{X_{n}\}} konvergerar mot den stokastiska variabeln {\displaystyle X} om 'avståndet' {\displaystyle \vert X_{n}-X\vert } avtar mot noll då index {\displaystyle n} växer. (Det finns många olika tolkningar av begreppet avstånd mellan stokastiska variabler.) 
Låt {\displaystyle A_{n}} vara händelsen att 'avståndet' mellan {\displaystyle X_{n}} och {\displaystyle X} är större än talet {\displaystyle 1/n}:
{\displaystyle A_{n}=\left\{\omega \in \Omega :\vert X_{n}(\omega )-X(\omega )\vert \geq 1/n\right\}.}
Om dessa händelser successivt blir så ovanliga att deras sannolikheter avtar, så att {\displaystyle \sum _{n=1}^{\infty }P(A_{n})<\infty ,} så säger Borel–Cantellis lemma att endast ändligt många av dem kommer att inträffa; Detta innebär att det finns ett ändligt (stokastiskt) index {\displaystyle N} sådant att: 
{\displaystyle \vert X_{n}-X\vert <1/n,\quad n>N.}
Det går därför att få 'avståndet' mellan {\displaystyle X_{n}} och {\displaystyle X} hur litet som helst, så länge som man väljer index {\displaystyle n} tillräckligt stort; Med andra ord konvergerar följden {\displaystyle \{X_{n}\}} mot {\displaystyle X}.